# Burmeistera tambensis
Burmeistera tambensis är en klockväxtart som beskrevs av Franz Elfried Wimmer. Burmeistera tambensis ingår i släktet Burmeistera och familjen klockväxter.
Artens utbredningsområde är Colombia. Inga underarter finns listade i Catalogue of Life.